# Zachte dravik
Zachte dravik (Bromus hordeaceus, synoniem: Bromus mollis) is een plantensoort uit de grassenfamilie (Poaceae). De botanische naam Bromus is afgeleid van het Griekse woord bromos, dat haver betekent, omdat sommige draviksoorten een beetje op haver lijken.

## Determinatie

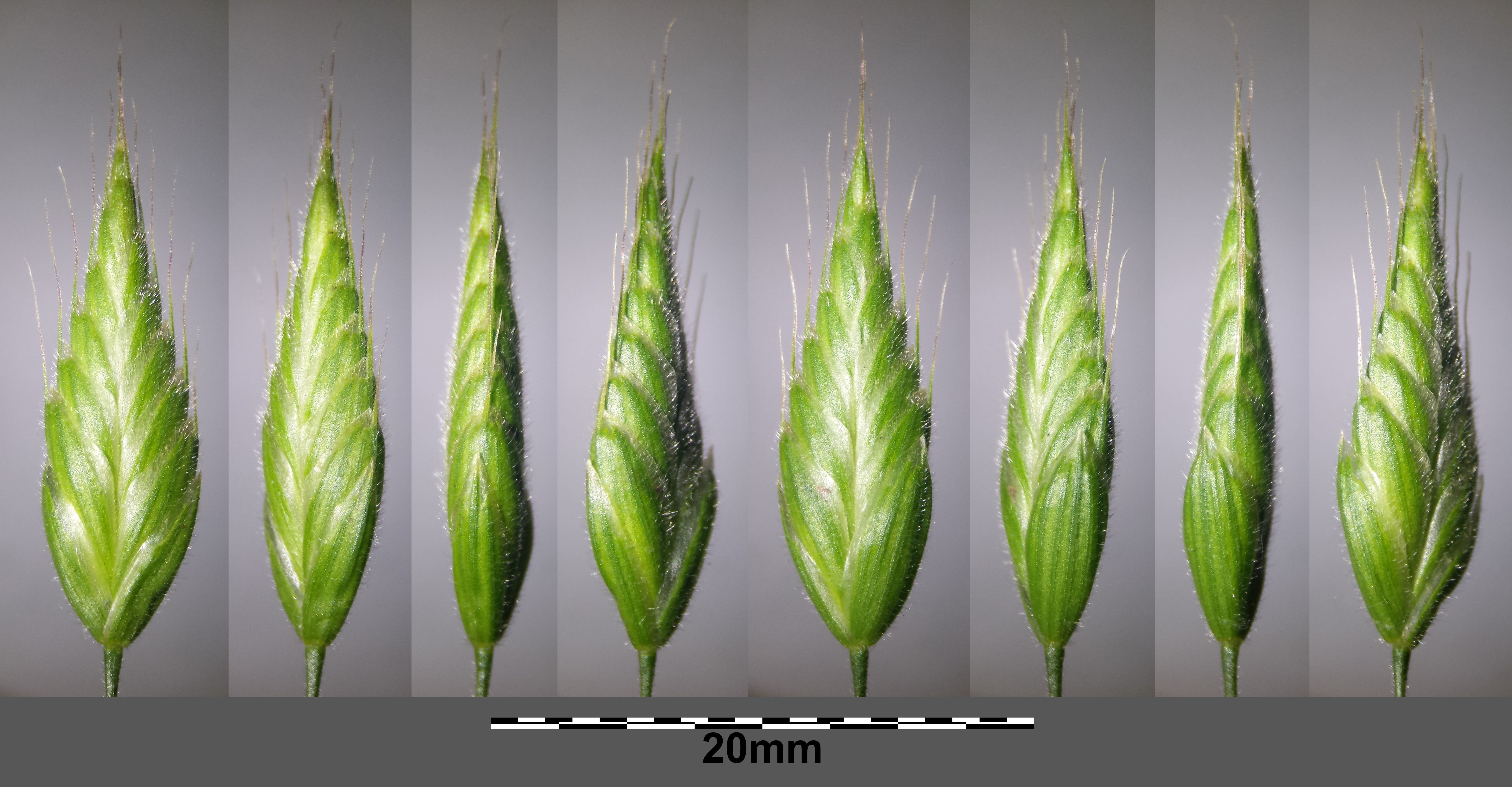
Close-ups van de aartjes.

Zachte dravik is een eenjarige, kruidachtige plant. Ze vormt rechtopstaande stengels die een hoogte bereiken van 5–100 cm. De bladschede is behaard met dicht bij elkaar staande zachte haartjes. Het tongetje (ligula) is ongeveer 1 mm breed. Zachte dravik bloeit van mei tot juli. De bloeiwijze betreft pluimen. De pluimtakken en de kroonkafjes zijn zacht behaard. De kroonkafjes hebben een tot 10 mm lange kafnaald. Het onderste kelkkafje heeft drie nerven. De vrucht is een graanvrucht, die in de volksmond zaad wordt genoemd. Het zaad kiemt in de herfst.

## Ecologie
Zachte dravik heeft een brede ecologische amplitude. Ze komt voor op droge tot vochtige, eutrofe tot mesotrofe gronden. De soort komt vooral voor in graslanden en ruderale milieus waaronder akkerland, braakliggende gronden en bermen.
Zachte dravik is vaak geïnfecteerd door een mycorrhiza (schimmel).

## Verspreiding
Het natuurlijke verspreidingsgebied van zachte dravik strekt zich uit over het Middellandse Zeegebied, West-Europa en Oost-Azië. In Nederland is het een zeer algemene soort.

## Landbouw
Draviksoorten worden in de landbouw vaak als onkruid gezien, met name bij het verbouwen van tarwe. De draviksoorten breiden zich snel uit en concurreren met de granen.

## Fotogalerij

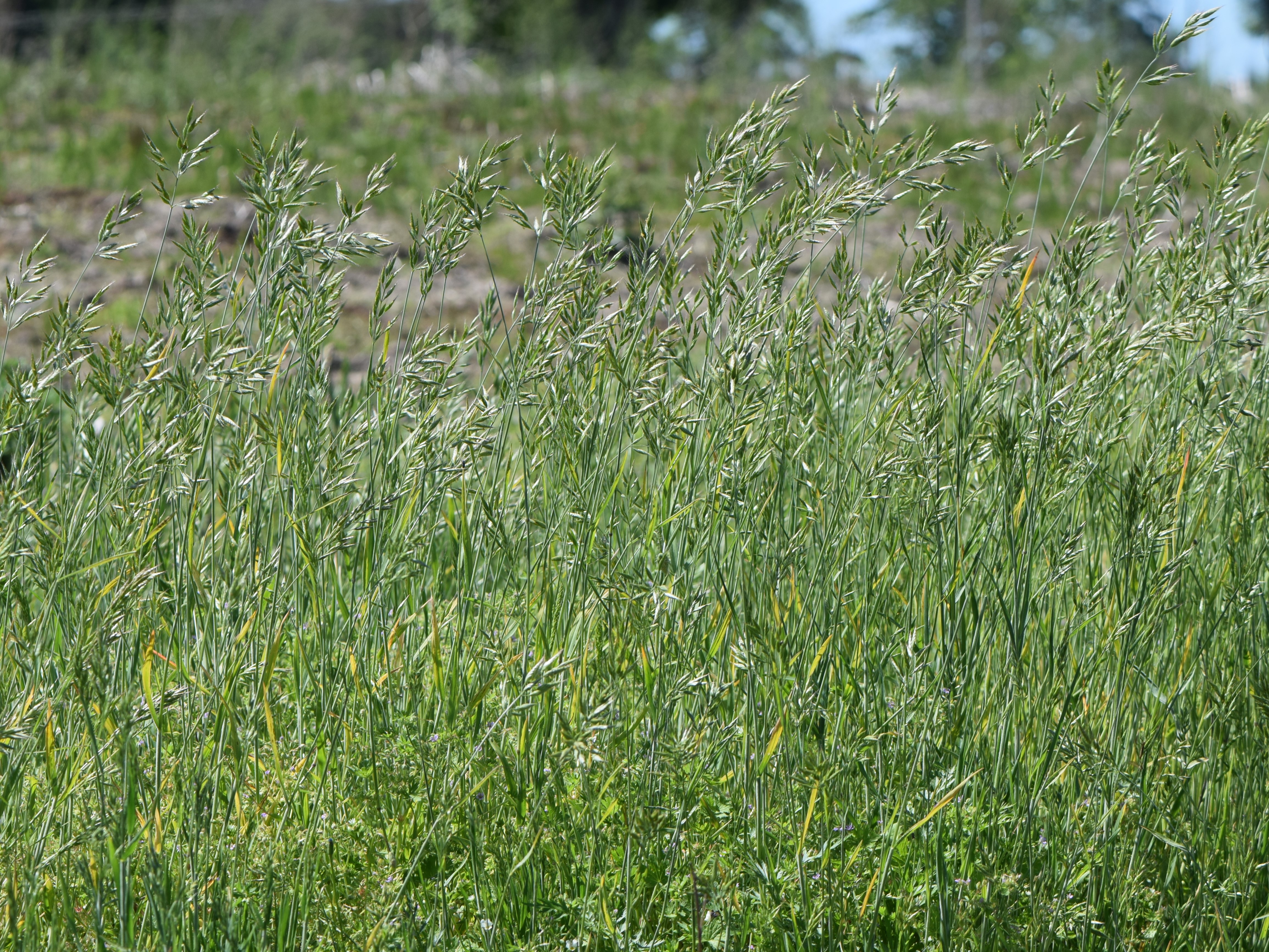
Habitus
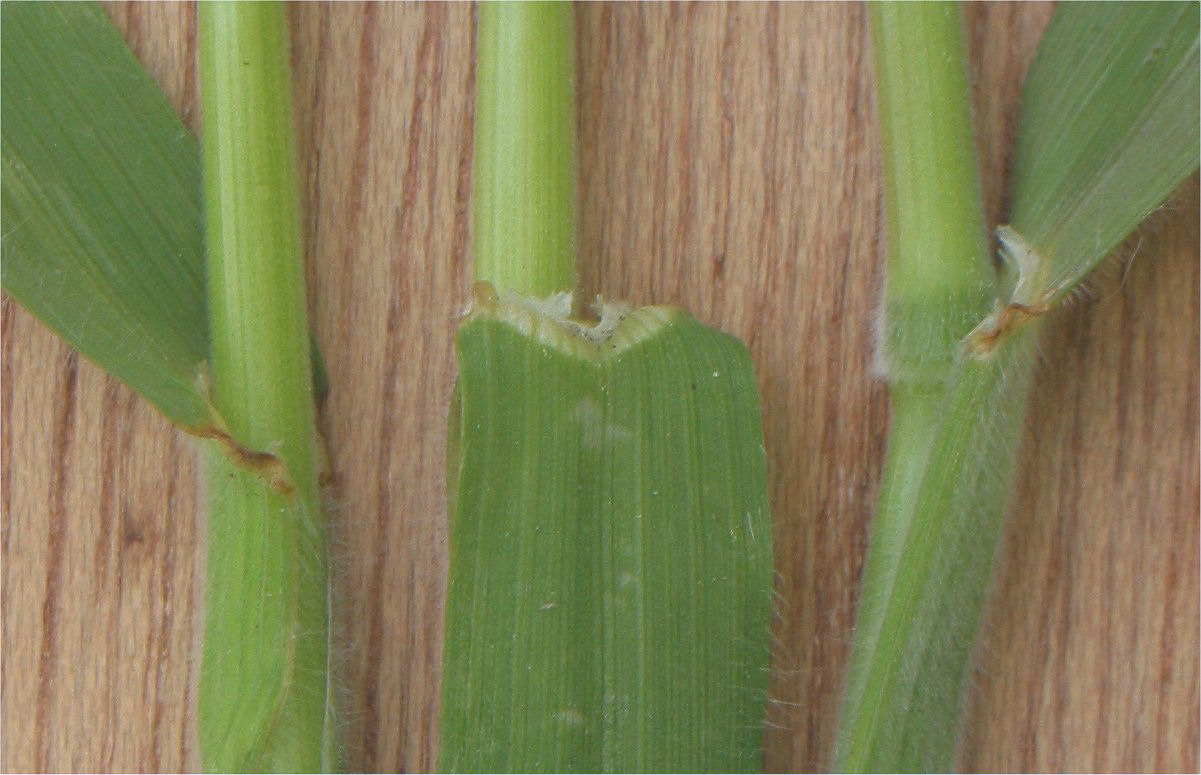
Tongetje
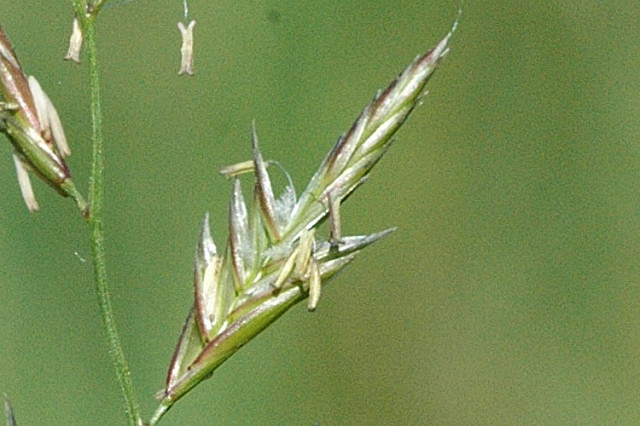
Aartje